# La cosa (film 2011)
La cosa (The Thing) è un film del 2011 diretto da Matthijs van Heijningen Jr., con protagonisti Mary Elizabeth Winstead e Joel Edgerton.
È il prequel dell'omonimo film diretto da John Carpenter nel 1982, a sua volta liberamente tratto dal racconto horror-fantascientifico La cosa da un altro mondo (Who Goes There?) del 1938 di John W. Campbell, da cui fu tratto l'omonimo film La cosa da un altro mondo nel 1951 diretto da Christian Nyby e, non accreditato, Howard Hawks.
Il film, ambientato tre giorni prima delle vicende del film del 1982, segue le gesta degli scienziati norvegesi e statunitensi che hanno originariamente scoperto l'alieno.

## Trama
Antartide, 1982.  Un team di ricercatori norvegesi, Edvard, Jonas, Olav, Karl, Juliette, Lars, Henrik, Colin e Peder, scopre in un crepaccio il relitto di un'astronave extraterrestre. La paleontologa Kate Lloyd è reclutata dal dr. Sander Halvorson e dal suo assistente Adam per esaminare il reperto. Giungono alla base dei norvegesi a bordo di un elicottero pilotato da Carter, Derek e Griggs. Dopo aver dato un primo sguardo all'astronave, Kate, Sander e Adam sono informati che, sepolto nel permafrost, è stato rinvenuto anche il corpo di un alieno.
Il corpo della "cosa" è isolato in un blocco di ghiaccio e portato alla base. La sera, mentre il team celebra la scoperta, Derek vede l'alieno liberarsi dal ghiaccio, sfondare il soffitto e scappare dall'edificio. Divisi in gruppi, i ricercatori partono alla sua ricerca e alcuni di loro scoprono che ha orribilmente ucciso l'Husky di Lars. Olav e Henrik trovano l'alieno, che afferra e comincia a inglobare quest'ultimo in una specie di apparato digerente. Il resto del team arriva sul posto e con un lanciafiamme dà alle fiamme il mostro, uccidendolo insieme a Henrik.
Riportato il cadavere alla base, seppur sconvolti dall'accaduto, gli scienziati effettuano l'autopsia sul corpo della cosa e notano che aveva cominciato a "digerire" Henrik, mentre aveva espulso una placca in titanio che egli aveva nel braccio. Al microscopio, Kate scopre che le cellule aliene sono ancora vive e che hanno la capacità di copiare e clonare le cellule degli altri organismi viventi. Mentre Derek, Carter, Griggs e Olav stanno per decollare con l'elicottero per andare a chiamare aiuto, Kate scopre alcune otturazioni dentarie insanguinate sul pavimento del bagno e una doccia sporca di sangue; intuito il pericolo, cerca di attirare l'attenzione dei piloti in partenza per farli tornare. Mentre cercano di atterrare, Griggs si tramuta nella "cosa" e assale Olav: l'elicottero quindi comincia a sbandare e lo si vede precipitare sulle montagne. Quando Kate torna in bagno, il sangue che imbrattava la doccia è sparito.
Il team decide di evacuare la stazione polare, ma Kate espone apertamente la convinzione che l'alieno abbia l'intenzione di imitarli e che forse ha già preso la forma di uno di loro. Il gruppo non le dà retta e così Kate e Juliette, l'unica che le crede e che appare preoccupata quanto lei, si recano a prendere le chiavi dell'altro elicottero per impedire a chiunque la fuga; proprio allora Juliette si rivela essere l'alieno e uccide Karl, ma Lars lo elimina con un lanciafiamme.
Carter e Derek tornano miracolosamente alla base, ma gli altri uomini decidono di metterli in quarantena poiché non riescono a credere che i due siano riusciti a sopravvivere allo schianto dell'elicottero, temendo quindi che siano infetti dall'alieno. Il gruppo si prepara a effettuare un test per verificare chi sia umano e chi no: il laboratorio viene però incendiato. Cresce la paranoia tra i sopravvissuti che cominciano ad accusarsi l'un l'altro. Kate, che ha capito che la creatura non è capace di replicare materiali inorganici (come le otturazioni che aveva trovato in bagno e la barra di titanio nel corpo di Henrik), ispeziona il gruppo e fa isolare tutti coloro che non possiedono alcun tipo di otturazioni o piercing: il Dr. Sander, Edvard, Adam, e Colin, che vengono tenuti sotto tiro dal lanciafiamme di Peder, uno degli umani "sicuri" insieme alla stessa Kate, Lars e Jonas. Questi ultimi due vengono mandati a prendere gli isolati Derek e Carter per il test, ma scoprono che sono scappati da un buco nel pavimento. Lars si mette alla ricerca dei due americani all'esterno, da dove si sentono delle grida, mentre Jonas rientra per dire quanto accaduto al resto del gruppo.
Dopo pochi istanti Derek e Carter cercano di accedere alla struttura principale della base con la pistola e il lanciafiamme di Lars. I due piloti americani sono affrontati dal resto della spedizione e Peder li tiene sotto il tiro del lanciafiamme. Appena prima che questi spari, Derek uccide Peder con un colpo di pistola, danneggiando però anche il lanciafiamme che provoca un'esplosione che fa perdere i sensi a Edvard. Portato in una sala medica, Edvard improvvisamente si rivela essere l'alieno: complice l'inceppamento del lanciafiamme di Carter, riesce a infettare Jonas, a colpire a morte Derek e ad assalire Adam, fondendo il proprio corpo al suo e tramutandosi così in un abominio con due teste fuse insieme, per poi fuggire. Kate brucia l'infettato Jonas, mentre Derek spira tra le braccia di Carter. I due sopravvissuti si mettono a inseguire il mostro Edvard-Adam, che viene visto colpire anche Sander.
Carter viene raggiunto in cucina e messo all'angolo dall'alieno, ma Kate riesce all'ultimo secondo a dare fuoco al mostro, mettendo in salvo il compagno e uccidendo l'abominio. Dopodiché i due si mettono a inseguire Sander infetto che vedono partire alla guida di un gatto delle nevi nel mezzo della bufera. Arrivano quindi nel cratere di ghiaccio dove era stata trovata l'astronave aliena, che ora è stata riattivata. Kate cade all'interno della nave, dove viene assalita dall'alieno: al termine dello scontro riesce ad ucciderlo con una granata.
L'esplosione danneggia l'astronave, disattivandola di nuovo. Mentre Kate e Carter stanno per salire sul gatto delle nevi per fare ritorno, la donna si accorge che Carter non ha più il suo orecchino. Racconta quindi all'uomo che era stato proprio l'orecchino a farle capire che era umano quando era rientrato alla base. Carter, ascoltando le parole, si tradisce portando la mano verso l'orecchio sbagliato e così Kate lo elimina bruciandolo. Kate, rimasta ormai l'unica apparente superstite, sale sul gatto delle nevi e, sconvolta, lancia uno sguardo nella notte.
Sui titoli di coda, la scena torna alla base polare, ormai deserta, dove un elicottero sta atterrando, terminata ormai la bufera. Matias, l'elicotterista del recupero, si aggira spaesato chiedendo se ci sia qualcuno (viene inquadrato inoltre nella base il corpo di Colin morto suicida). Lars, miracolosamente ancora vivo dopo essersi rifugiato nel capanno delle armi, esce allo scoperto con un fucile da cecchino e verifica che l'elicotterista sia umano. Mentre gli sta per spiegare che cosa è accaduto, un cane Husky, come quello di Lars ucciso per primo dalla Cosa, esce dalla base e fugge nella neve. Lars, capendo immediatamente che quel cane è in realtà la Cosa ancora viva, fa salire Matias sul velivolo per dare la caccia al cane, cominciando a sparargli dall'elicottero in volo e agganciandosi così all'inizio del film del 1982.

## Distribuzione
Originariamente l'uscita del film era prevista per l'aprile 2011, ma la Universal Pictures ha posticipato l'uscita al 14 ottobre 2011, per avere il tempo di effettuare nuove riprese.
In Italia il film è stato distribuito dal 27 giugno 2012.

## Accoglienza

### Incassi
Il film, costato 38 milioni di dollari, ne ha incassati globalmente solo 31 (di cui 17 negli Stati Uniti), risultando quindi un insuccesso commerciale.

## Scene tagliate
Nel film sono state tagliate alcune scene tra cui:
- Il gruppo vede un clone di Karl, capisce che non è il vero Karl ma un clone e lo brucia con il lanciafiamme
- Colin, sentendo la creatura aliena avvicinarsi, si suicida con un taglierino
- Carter vede la creatura entrare nella stanza dove è nascosto
- Carter e Kate hanno un dialogo in una stanza della base
- Colin tenta di contattare la base più vicina con un apparecchio radio con il resto del gruppo
- Kate ed Adam dialogano in un bar prima di partire per la missione

## Riconoscimenti
- 2012 - Saturn Award[7]
  - Candidatura per Miglior film horror
  - Candidatura per Miglior trucco a Tom Woodruff Jr. e Alec Gillis
- Rondo Hatton Classic Horror Awards[8]
  - Candidatura per Miglior film del 2011
- Premi Visual Effects Society 2011[9]
  - Candidatura per Outstanding Animated Character in a Live Action Feature Motion Picture